# ISO 23081
ISO 23081 Information and documentation – Records management processes – Metadata for records ist eine internationale Norm, die Erstellung und Anwendung von Metadaten, für die Verwaltung von geschäftsrelevanten Dokumenten („Records“) nach ISO 15489 regelt.
Die Norm definiert, welche Metadaten notwendig sind, um die in ISO 15489 postulierten Zwecke (unter anderem Authentizität, Verlässlichkeit, Integrität, Benutzbarkeit) sicherzustellen. Es werden fünf Kategorien von Metadaten beschrieben:
- metadata about the record itself
- metadata about the business rules or policies and mandates
- metadata about agents
- metadata about business activities or processes
- metadata about records management processes.

Die Norm wurde in Englisch publiziert. Sie besteht aus zwei Teilen:
- ISO 23081-1:2017 Information and documentation – Records management processes – Metadata for records – Part 1: Principles
- ISO 23081-2:2021 Information and documentation – Metadata for managing records – Part 2: Coceptual and implementational issues